# Henrieta Nagyová
Henrieta Nagyová (Nové Zámky, 15 december 1978) is een voormalig professioneel tennisspeelster uit Slowakije. Zij bereikte haar beste resultaten op gravel.

## Loopbaan
Als junior won zij onder meer de meisjesdubbelspeltitel op Roland Garros 1994, samen met Martina Hingis.

### Enkelspel
Als volwassene won zij negen WTA-titels in de periode 1996–2003. In 2001 bereikte zij de 21e plaats op de WTA-ranglijst. Haar beste resultaat op de grandslamtoernooien was de vierde ronde (Australian Open en Roland Garros).

### Dubbelspel
Als volwassene won zij vier WTA-titels in de periode 1997–2002. In 2002 bereikte zij de 37e plaats op de WTA-ranglijst. Haar beste resultaat op de grandslamtoernooien was de kwartfinale (Roland Garros, Wimbledon en US Open).

### Tennis in teamverband
In de periode 1995–2004 maakte Nagyová deel uit van het Slowaakse Fed Cup-team – zij behaalde daar een winst/verlies-balans van 18–6.

## Posities op deWTA-ranglijst
Positie per einde seizoen:
| jaar | rang enkelspel | rang dubbelspel |
| ---- | -------------- | --------------- |
| 1994 | 379            | 431             |
| 1995 | 137            | 95              |
| 1996 | 37             | 122             |
| 1997 | 35             | 70              |
| 1998 | 28             | 172             |
| 1999 | 34             | 120             |
| 2000 | 41             | 110             |
| 2001 | 25             | 53              |
| 2002 | 59             | 52              |
| 2003 | 91             | 58              |
| 2004 | 154            | 102             |
| 2005 | 163            | 164             |
| 2006 | 201            | 235             |

## Palmares
| Legenda                |
| ---------------------- |
| Grandslamtoernooi      |
| Olympische Spelen      |
| Year-End Championships |
| Tier I                 |
| Tier II                |
| Tier III               |
| Tier IV & V            |

### WTA-finaleplaatsen enkelspel
| nr.              | datum      | toernooi            | ondergrond | tegenstandster          | score          |         |
| ---------------- | ---------- | ------------------- | ---------- | ----------------------- | -------------- | ------- |
| gewonnen finales |            |                     |            |                         |                |         |
| 1.               | 1996-09-22 | WTA Warschau        | gravel     | Barbara Paulus          | 3-6, 6-2, 6-1  | details |
| 2.               | 1997-11-23 | WTA Pattaya         | hardcourt  | Dominique Van Roost     | 7-5, 6-7, 7-5  | details |
| 3.               | 1998-08-02 | WTA Sopot           | gravel     | Elena Wagner            | 6-3, 5-7, 6-1  | details |
| 4.               | 1998-08-09 | WTA Istanbul        | hardcourt  | Volha Barabansjtsjikava | 6-4, 3-6, 7-6  | details |
| 5.               | 1999-02-14 | WTA Prostějov       | tapijt     | Silvia Farina-Elia      | 7-6, 6-4       | details |
| 6.               | 2000-05-14 | WTA Warschau        | gravel     | Amanda Hopmans          | 2-6, 6-4, 7-5  | details |
| 7.               | 2000-07-16 | WTA Palermo         | gravel     | Pavlina Nola            | 6-3, 7-5       | details |
| 8.               | 2000-11-12 | WTA Kuala Lumpur    | hardcourt  | Iva Majoli              | 6-4, 6-2       | details |
| 9.               | 2003-11-09 | WTA Pattaya         | hardcourt  | Ľubomíra Kurhajcová     | 6-4, 6-2       | details |
| verloren finales |            |                     |            |                         |                |         |
| 1.               | 1997-07-27 | WTA Warschau        | gravel     | Barbara Paulus          | 4-6, 4-6       | details |
| 2.               | 1997-08-03 | WTA Maria Lankowitz | gravel     | Barbara Schett          | 6-3, 2-6, 3-6  | details |
| 3.               | 2001-11-11 | WTA Pattaya         | hardcourt  | Patty Schnyder          | 0-6, 4-6       | details |
| 4.               | 2002-05-12 | WTA Warschau        | gravel     | Jelena Bovina           | 3-6, 1-6       | details |
| 5.               | 2002-07-27 | WTA Sopot           | gravel     | Dinara Safina           | 3-6, 0-4, opg. | details |

### WTA-finaleplaatsen vrouwendubbelspel
| nr.              | datum      | toernooi         | ondergrond | partner             | tegenstandsters                                 | score         |         |
| ---------------- | ---------- | ---------------- | ---------- | ------------------- | ----------------------------------------------- | ------------- | ------- |
| gewonnen finales |            |                  |            |                     |                                                 |               |         |
| 1.               | 1997-05-04 | WTA Bol          | gravel     | Laura Montalvo      | María José Gaidano Marion Maruska               | 6-3, 6-1      | details |
| 2.               | 2000-11-12 | WTA Kuala Lumpur | hardcourt  | Sylvia Plischke     | Liezel Horn Vanessa Webb                        | 6-4, 7-6      | details |
| 3.               | 2002-05-12 | WTA Warschau     | gravel     | Jelena Kostanić     | Jevgenia Koelikovskaja Silvija Talaja           | 6-1, 6-1      | details |
| 4.               | 2002-10-20 | WTA Bratislava   | hardcourt  | Maja Matevžič       | Nathalie Dechy Meilen Tu                        | 6-4, 6-0      | details |
| verloren finales |            |                  |            |                     |                                                 |               |         |
| 1.               | 1995-09-17 | WTA Warschau     | gravel     | Denisa Szabová      | Sandra Cecchini Laura Garrone                   | 7-5, 2-6, 3-6 | details |
| 2.               | 2002-01-05 | WTA Auckland     | hardcourt  | Květa Hrdličková    | Nicole Arendt Liezel Huber                      | 5-7, 4-6      | details |
| 3.               | 2002-05-05 | WTA Bol          | gravel     | Jelena Bovina       | Tathiana Garbin Angelique Widjaja               | 5-7, 6-3, 4-6 | details |
| 4.               | 2003-04-06 | WTA Casablanca   | gravel     | Olena Tatarkova     | Gisela Dulko María Emilia Salerni               | 3-6, 4-6      | details |
| 5.               | 2004-07-25 | WTA Palermo      | gravel     | Ľubomíra Kurhajcová | Anabel Medina Garrigues Arantxa Sánchez Vicario | 3-6, 6-7      | details |
| 6.               | 2005-05-01 | WTA Estoril      | gravel     | Michaëlla Krajicek  | Li Ting Sun Tiantian                            | 3-6, 1-6      | details |

## Resultaten grandslamtoernooien
| Legenda | Legenda                          |
| ------- | -------------------------------- |
| g.t.    | geen toernooi gehouden           |
| l.c.    | lagere categorie                 |
| –       | niet deelgenomen                 |
| G       | uitgeschakeld in de groepsfase   |
| 1R      | uitgeschakeld in de eerste ronde |
| 2R      | uitgeschakeld in de tweede ronde |
| 3R      | uitgeschakeld in de derde ronde  |
| 4R      | uitgeschakeld in de vierde ronde |
| KF      | uitgeschakeld in de kwartfinale  |
| HF      | uitgeschakeld in de halve finale |
| F       | de finale verloren               |
| W       | het toernooi gewonnen            |
| w-v     | winst/verlies-balans             |

### Enkelspel
| Toernooi        | 1996 | 1997 | 1998 | 1999 | 2000 | 2001 | 2002 | 2003 | 2004 |
| --------------- | ---- | ---- | ---- | ---- | ---- | ---- | ---- | ---- | ---- |
| Australian Open | –    | 3R   | 4R   | 2R   | 1R   | 1R   | 1R   | 1R   | 1R   |
| Roland Garros   | 2R   | 1R   | 4R   | 1R   | 1R   | 4R   | 1R   | 1R   | 1R   |
| Wimbledon       | 1R   | 1R   | 2R   | 1R   | 1R   | 1R   | 1R   | 1R   | 2R   |
| US Open         | 2R   | 2R   | 3R   | 3R   | 2R   | 3R   | 2R   | 1R   | 1R   |

### Vrouwendubbelspel
| Toernooi        | 1996 | 1997 | 1998 |    | 2000 | 2001 | 2002 | 2003 | 2004 |
| --------------- | ---- | ---- | ---- | -- | ---- | ---- | ---- | ---- | ---- |
| Australian Open | –    | 2R   | 2R   | 1R | 2R   | 1R   | 2R   | 1R   |      |
| Roland Garros   | 2R   | 3R   | 1R   | 1R | 3R   | 1R   | KF   | 2R   |      |
| Wimbledon       | 1R   | 1R   | –    | –  | KF   | 2R   | 1R   | 1R   |      |
| US Open         | 1R   | 1R   | 1R   | 1R | 1R   | KF   | 3R   | 1R   |      |

### Gemengd dubbelspel
| Toernooi        | 2000 | 2001 | 2002 |    | 2004 |
| --------------- | ---- | ---- | ---- | -- | ---- |
| Australian Open | –    | –    | 2R   | –  |      |
| Roland Garros   | –    | –    | –    | –  |      |
| Wimbledon       | 1R   | 3R   | –    | 1R |      |
| US Open         | –    | –    | –    | –  |      |